# 西尼蘭地亞廣場
22°54′39.63″S 43°10′32.61″W / 22.9110083°S 43.1757250°W

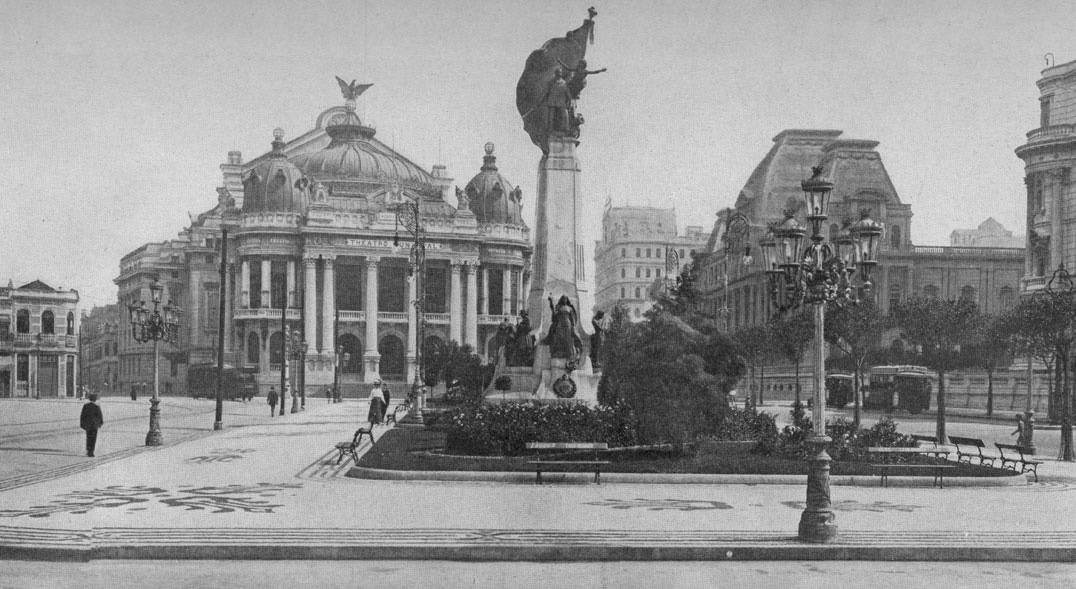
西尼兰地亚广场1919年的景象，最突出的地方是弗洛里亚诺·佩绍托的纪念碑，市立剧院在背景左边。

西尼兰地亚广场是巴西里约热内卢市中心主要的公共广场的普遍称呼。它的官方名称是弗洛里亚诺·佩绍托广场，为纪念巴西的第二位总统弗洛里亚诺·佩绍托。

## 历史
在殖民地时期，西尼兰地亚广场地区的主要组织是援助修道院，在1750年左右为女性建造。今天的广场成型于20世纪初， 当巴西政府考虑当时是共和国首都的里约热内卢需要彻底修整的时候。
从1904年开始，这座城市的中心在市长佩雷拉·帕索斯的指导下跟随卫生与城市规划的最新趋势被改造。该改革的中心是一个林荫大道——中央大道，现在称为里约白色大道。它穿越救旧城中心，经过援助修道院。 大部分旧殖民地时期的房屋被拆除。帮助修道院前的区域被改为了一座现代公共广场。 

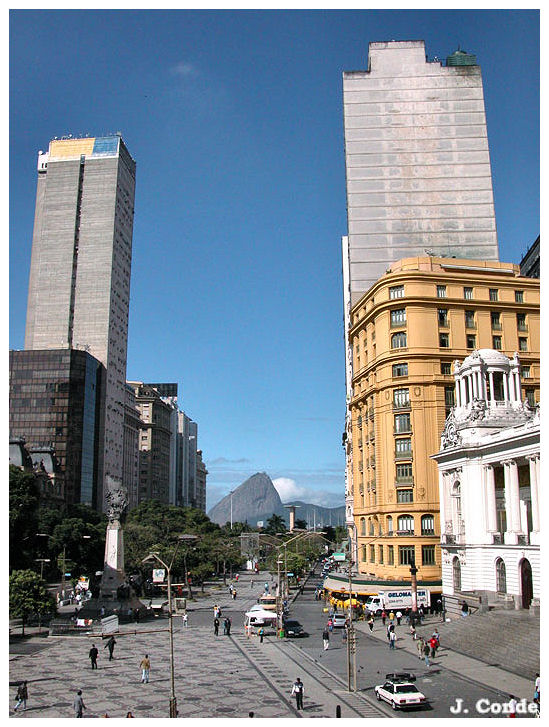
西尼兰地亚广场面向瓜那巴拉湾与面包山的景象。

在二十世纪早期的几十年中建造的一系列重要公共建筑都面向广场，它们是市立剧院 （Theatro Municipal），巴西国家图书馆 （Biblioteca Nacional），里约热内卢市政厅（Palácio Pedro Ernesto） 与高等法院 （Tribunal Superior）。附近有国家参议院（Palácio Monroe，在20世纪70年代被拆除）与国家美术学院，现在的国家美术博物馆。广场集中了巴西政治与文化生活很大的一个部分。广场周围的建筑，大多跟随法国艺术建筑风格，是城市现代化的象征。
广场中心是一座共和国第二位总统弗洛里亚诺·佩绍托的纪念碑，建于1910年。这座铜制纪念碑由雕塑家爱德华多·萨设计并在法国铸造，描绘了巴西历史上重要事件的场景。另一座铜像在市立剧院前展示， 纪念卡洛斯·格姆斯，巴西19世纪最重要的作曲家。

### 电影院
曾经的援助修道院在最初的重建中保留了下来，但最终在1911年被拆除。在它原来的位置，西班牙企业家弗朗西斯科·塞拉多建立了一系列高楼，集中了全城市最优秀的电影院。 由于这些电影院，这片区域被通称为西尼兰地亚 ("Cinema land")。
这些电影院大多关闭了，但由于当地的酒吧，餐厅与文化魅力，西尼兰地亚广场附近地区依然是里约一个有活力的地点。